# Prowincja Satsuma

Mapa japońskich prowincji z zaznaczoną prowincją Satsuma

Satsuma (jap. 薩摩国 Satsuma-no-kuni) – historyczna prowincja Japonii, leżąca w zachodniej części współczesnej prefektury Kagoshima.

## Galeria

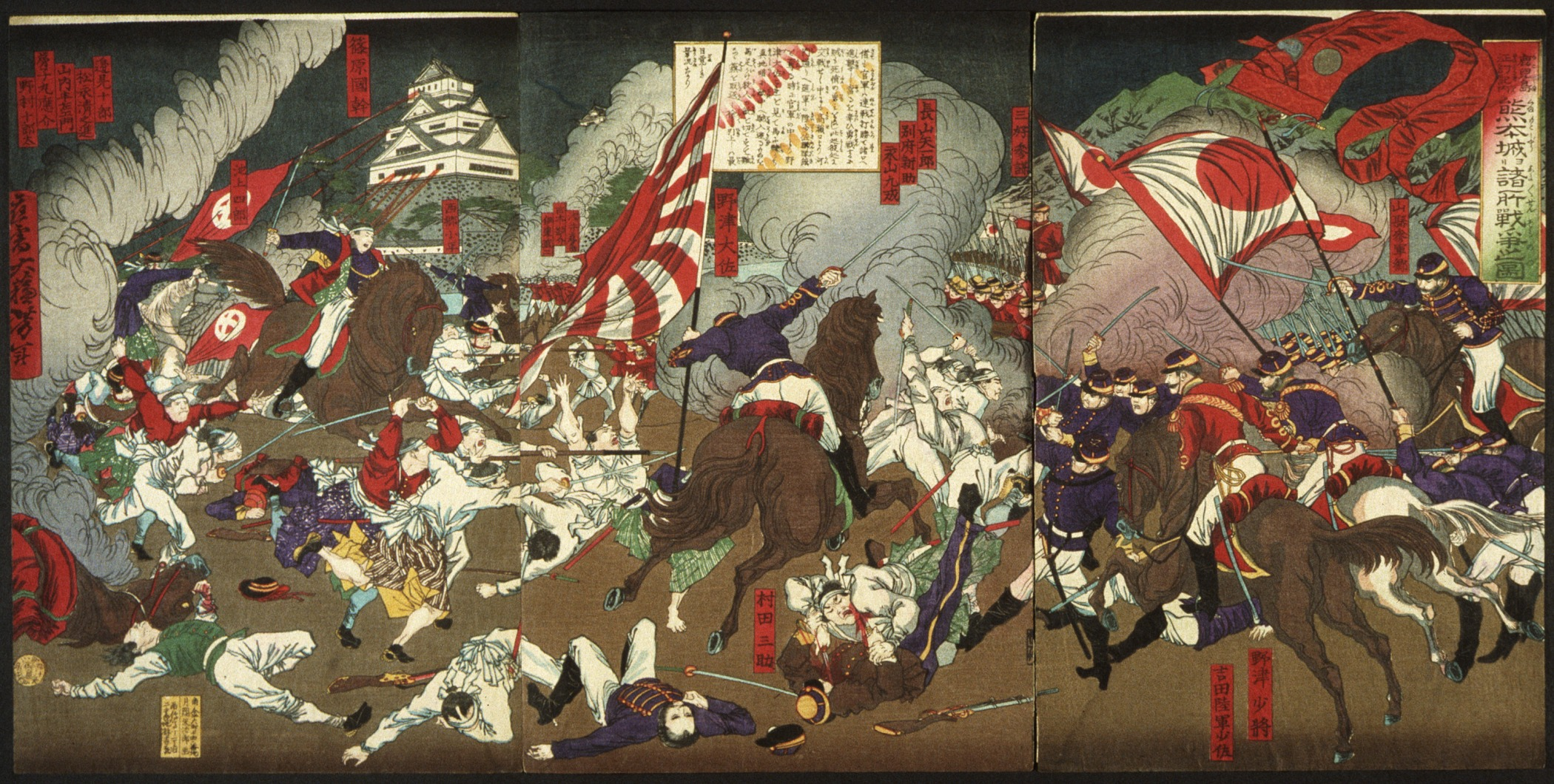
Yoshitoshi Tsukioka (1839-1892), Bitwa o zamek Kumamoto (w czasie buntu Satsumy, 1877)